# Mapas Provinciales Atlas Centenario

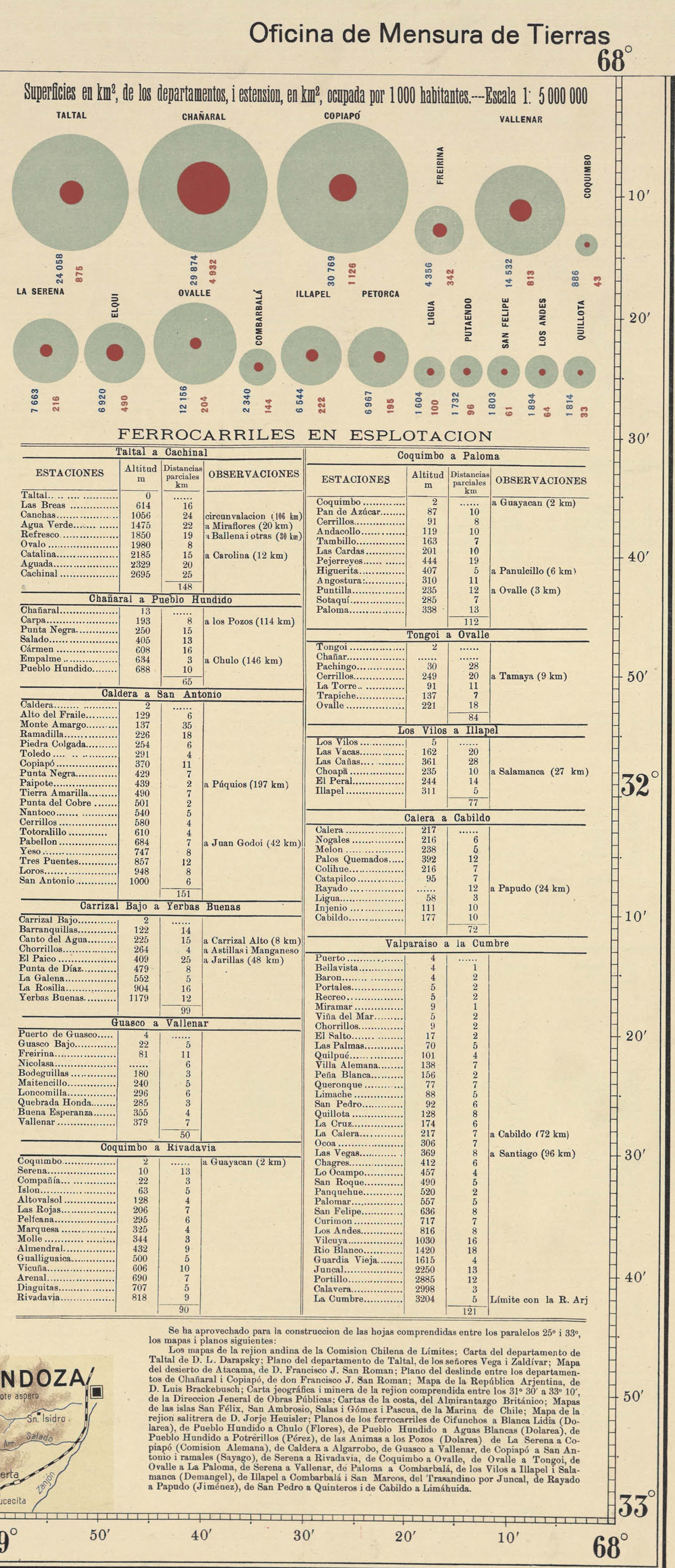
Simbología para el mapa de la zona de San Felipe

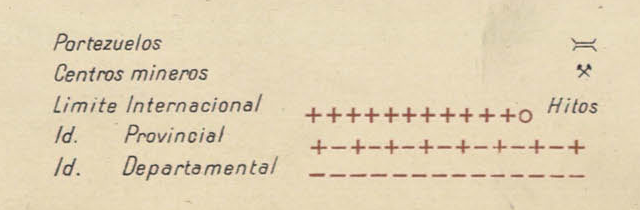
Simbología de los Mapas Provinciales Atlas Centenario: símbolos mineros y de la división política.

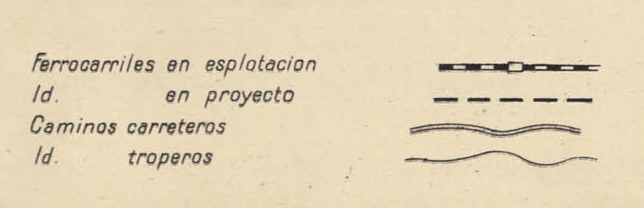
Simbología de los Mapas Provinciales Atlas Centenario: símbolos para ferrocarriles y caminos de montaña.

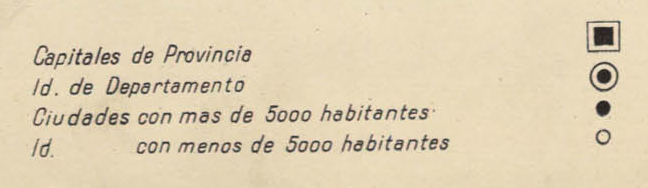
Simbología de los Mapas Provinciales Atlas Centenario: símbolos para la división administrativa de Chile

Los Mapas Provinciales Atlas Centenario son una serie de 22 mapas de Chile compilados entre 1908 y 1911 por Luis Risopatrón con la colaboración de Luis Ossandón y Cressy y Nicanor Boloña y Dañino por encargo del gobierno de Chile en una iniciativa del presidente Pedro Montt.
Son también conocidos como Mapa de Chile ejecutado por orden de S.E. el Presidente de la República Excmo. señor don Pedro Mont.: xxvi 

## Contexto
Una vez alcanzada la independencia nacional, aún faltaba mucho por hacerse. El país contaba con algunos estudios previos sobre geografía de Chile, pero fue recién en la década de 1830 cuando comenzó a formarse una comunidad científica dedicada al conocimiento, su sistematización y a la enseñanza de la Geografía. Este proceso estuvo fuertemente vinculado a las necesidades políticas de la época, relacionadas con la urgencia de conocer el territorio nacional con fines militares, de ordenamiento y administración interior, integración social, desarrollo económico, o delimitación de sus fronteras nacionales.
Un trascendental punto de partida para lograr estos objetivos, fue la contratación de naturalistas y científicos extranjeros por parte del Estado, para que realizaran trabajos conducentes a obtener un acabado conocimiento del territorio nacional. Los especialistas -como Claudio Gay, Pedro José Amado Pissis o Enrique Espinoza, debían enfocarse en la enseñanza y difusión de los nuevos conocimientos que se obtuvieran sobre el espacio geográfico chileno. Junto a esto, debían realizar expediciones por las diferentes regiones de Chile para identificar sus recursos naturales, catastrar información sobre su flora, fauna y geología, además de realizar un levantamiento cartográfico del país. Dichas excursiones contaron, además, con la venia de una sociedad que reconocía la ciencia como un método objetivo y universal para conocer el mundo, reconociendo su utilidad como herramienta para alcanzar el progreso sostenido de las naciones.
Más allá de la descripción de la naturaleza, durante el siglo XIX se requirió clasificar la información con el propósito de conocer la utilidad de los recursos naturales comprendidos en el territorio. Lo anterior fue relevante para afianzar la consolidación de la nación, en cuanto a la definición de los límites con los países vecinos, a la provisión de recursos para la población, y a lo que éstos ofrecían para el desarrollo económico. Así, a lo largo de todo el siglo XIX los gobiernos apoyaron la creación de un cuerpo de conocimiento e incentivaron el desarrollo y difusión de la disciplina geográfica.
Otros aspectos que contribuyeron a la profundización de las nociones acerca del territorio y de sus características, fueron el surgimiento de numerosas publicaciones y el desarrollo de la cartografía chilena. Todo esto, en conjunto, propició y fortaleció la institucionalización de la Geografía como disciplina. Hacia fines del siglo XIX nuestro país había conformado un área de investigación científica, estableciendo instituciones y creando especialistas capaces de generar un acervo de conocimientos en torno a nuestro territorio y a sus rasgos característicos. Estos aspectos continuaron durante el siglo XX, destacando el trabajo de Luis Risopatrón en la década de 1920.

## Elaboración de los mapas provinciales
Los mapas fueron elaborados por la Oficina de mensura de tierras en una escala de 1:500.000 y muestran las fronteras de Chile según los tratados vigentes a la fecha. La zona de Tacna es mostrada como chilena. Una buena parte de los territorios al sur de Puerto Montt aparecen señalados como «inexplorados» y, por ejemplo, el lago Presidente Ríos, desconocido para los geógrafos de entonces y descubierto en 1945, no aparece en el mapa de la península de Taitao. 
Comprenden el territorio chileno desde los 17° hasta los 57° grados de latitud sur, incluyendo seccionalmente en los respectivos mapas las islas chilenas del océano Pacífico. Fueron publicados en folios de 92 centímetros de ancho por 58 centímetros de alto con variaciones de colores para denotar cerros, y otras texturas para salares.

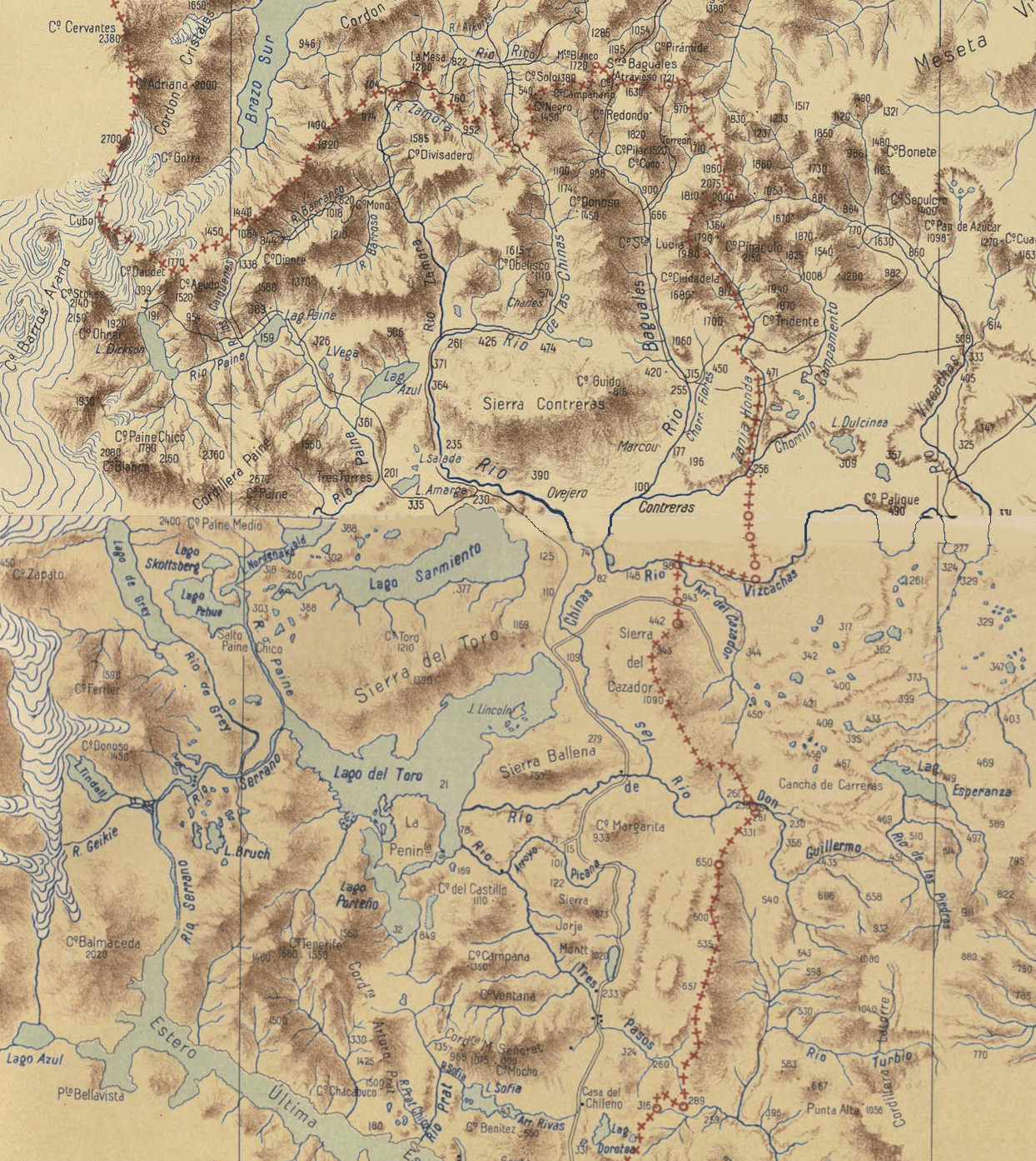
La cuenca del río Serrano en una combinación de dos secciones de sendos mapas provinciales.